# Alfred Braun
Alfred Braun (Berlino, 3 maggio 1888 – Berlino, 3 gennaio 1978) è stato un attore e regista tedesco.

## Filmografia

### Regista
- Die Treppe (1950)
- When the Evening Bells Ring (1951)
- Augen der Liebe (1951)
- A Thousand Red Roses Bloom (1952)
- Ave Maria (1953)
- Stresemann (1957)

### Attore
- Die Spieler, regia di Willy Zeyn (1920)
- Rosenmontag (1924)
- Radio Magic (1927)
- Flachsmann als Erzieher (1930)
- Spione im Savoy-Hotel (1932)
- Chemistry and Love (1948)
- When the Evening Bells Ring (1951)